# Tomoplagia tripunctata
Tomoplagia tripunctata és una espècie de dípter braquícer de la família Tephritidae.
Friedrich Georg Hendel la va descriure científicament per primera vegada en l'any 1914.